# New World (phim)
Thế giới mới (Hangul:  신세계; Romaja quốc ngữ: Sinsegye; Hanja:新世界; tiếng Anh: New World) là một bộ phim chính kịch tội phạm Hàn Quốc năm 2013 do Park Hoon-jung viết kịch bản và đạo diễn, với sự tham gia của các diễn viên Lee Jung-jae, Choi Min-sik, Hwang Jung-min, Park Sung-woong và Song Ji-hyo.

## Nội dung
Phim kể về một cảnh vụ nằm vùng trong tổ chức xã hội đen lớn nhất Hàn Quốc. Sau cái chết của ông trùm là chủ tịch Seok trong một vụ tai nạn xe hơi bí ẩn, tổ chức Goldmoon rơi vào cuộc đấu tranh giành quyền lực. Người cảnh vụ đứng giữa hai lựa chọn, trở thành ông trùm trong tổ chức xã hội đen, hay tiếp tục nằm vùng, bị cấp trên quên lãng như con tốt thí trên bàn cờ...
Lee Ja-sung là một cảnh sát chìm làm việc cho Goldmoon International - tổ chức tội phạm lớn nhất Hàn Quốc dưới vỏ bọc công ty. Trong suốt tám năm, anh luôn lo sợ danh tính của mình bị lộ. Trưởng phòng cảnh sát Kang Hyung-cheol hứa sẽ sớm sắp xếp cho Ja-sung trốn sang nước ngoài, nhưng ông liên tục trì hoãn lời hứa đó. Khi Ja-sung đòi từ bỏ nhiệm vụ nằm vùng, Trưởng phòng Kang đe dọa sẽ tiết lộ danh tính thật của anh cho tổ chức tội phạm biết, điều này sẽ khiến anh chết thê thảm.
Chủ tịch của Goldmoon qua đời trong một vụ tai nạn xe, và có hai người đối đầu nhau để tranh giành vị trí chủ tịch mới. Người thứ nhất là Jung Chung, được hậu thuẫn bởi gia tộc Northmoon thuộc hội Tam Hoàng. Người thứ hai là Lee Joong-gu, được hậu thuẫn bởi phe Jaebum.
Trưởng phòng Kang sắp đặt cho Jung và Joong-gu chống lại nhau với hi vọng họ sẽ trừ khử nhau và dọn đường cho Jang Su-ki trở thành chủ tịch mới. Su-ki trên danh nghĩa là phó chủ tịch của công ty, nhưng ông ta không có thực quyền. Trưởng phòng Kang hi vọng rằng công ty Goldmoon sẽ dễ dàng bị lật đổ nếu được lãnh đạo bởi một người yếu kém như Su-ki. Trưởng phòng Kang đe dọa Jung và thuyết phục gã giao nộp bằng chứng phạm tội của Joong-gu để đổi lấy sự khoan hồng cho chính gã. Sau khi bắt giữ Joong-gu, ông thông báo với Joong-gu rằng Jung đã phản bội hắn. Quá tức giận, Joong-gu cử thuộc hạ đi ám sát Jung. Thuộc hạ của Joong-gu tấn công Jung khiến gã bị thương nặng. Trong lúc đó, một nhóm côn đồ khác đột nhập vào nhà Ja-sung, vợ của Ja-sung may mắn được một đội cảnh sát cứu nhưng cô bị sẩy thai vì sốc.
Lo sợ Joong-gu sẽ làm hại mình khi hắn được ra tù, Ja-sung cầu xin Trưởng phòng Kang cho anh rút lui và để anh biến mất. Trưởng phòng Kang thất hứa lần nữa và xóa hồ sơ cảnh sát của Ja-sung để buộc anh tiếp tục làm việc cho Goldmoon. Sau đó Ja-sung đến gặp Jung tại bệnh viện và trước khi chết, Jung nói với Ja-sung rằng "hãy quyết định lòng trung thành của mình". Ja-sung hiểu rằng Jung đã phát hiện ra mình là cảnh sát chìm, nhưng gã đã giả vờ không biết vì tình anh em của họ.
Ja-sung cuối cùng quyết định trở thành một tội phạm hoàn toàn. Anh kiểm soát đội ngũ thuộc hạ của Jung và mua chuộc thuộc hạ của Su-ki. Khi Su-ki định thủ tiêu Ja-sung thì ông ta lại bị chính thuộc hạ của mình giết chết. Trong lúc diễn ra cuộc họp đề bạt chủ tịch mới, Ja-sung đã cho sát thủ giết Trưởng phòng Kang, Giám đốc cảnh sát Ko, và Joong-gu. Từ đó, danh tính bí mật trong quá khứ của Ja-sung bị chôn vùi vĩnh viễn trong khi anh chính thức trở thành chủ tịch mới của Goldmoon.

## Diễn viên

### Diễn viên chính
- Lee Jung-jae - Lee Ja-sung
 Anh đóng vai một cảnh sát chìm được cài vào tổ chức tội phạm Goldmoon trong 8 năm. Trong suốt thời gian này, anh vươn lên làm cánh tay phải của Jung Chung. Người chuẩn bị trở thành thủ lĩnh kế tiếp của gia tộc.
- Choi Min-sik - Trưởng phòng cảnh sát Kang Hyung-cheol
- Hwang Jung-min - Jung Chung

### Diễn viên phụ
- Park Sung-woong - Lee Joong-gu
- Song Ji-hyo - Shin Woo
- Kim Yoon-seong - Oh Seok-mu
- Na Kwang-hoon - Yang Moon-seok
- Park Seo-yeon - Han Joo-kyung
- Choi Il-hwa - Phó Chủ tịch Jang Su-ki
- Joo Jin-mo - Giám đốc cảnh sát Ko
- Jang Gwang - Giám đốc Yang
- Kwon Tae-won - Giám đốc Park
- Kim Hong-pa - Giám đốc Kim
- Kim Byeong-ok - Yanbian hobo
- Woo Dong-gi - Yanbian hobo
- Park In-soo - Yanbian hobo
- Jung Young-gi - Yanbian hobo
- Park Sang-gyu - cảnh sát
- Ryu Sung-hyun - giám đốc điều hành
- Jung Gi-seop - giám đốc điều hành
- Lee Woo-jin - giám đốc điều hành
- Sung Nak-kyung - giám đốc điều hành
- Jung Mi-sung - thám tử
- Ahn Su-ho - Choi
- Son Byung-hee - tài xế taxi
- Han Jae-duk - trùm băng đảng

### Cameo
- Lee Geung-young - Chủ tịch Seok Dong-chool
- Ryoo Seung-bum -  Kang Cheol-hwa
- Ma Dong-seok - Trưởng phòng Cho Hyung-joo - đầu bếp Jo

## Doanh thu
Phim đạt 4,67 triệu người xem, với tổng doanh thu là 31,670,607 đô la Mĩ ($ 457.806 trong nước và $ 31.212.801 quốc tế).

## Đánh giá

### Tích cực
- Tờ New York Times gọi bộ phim là "ít đẫm máu hơn và hay hơn hầu hết các thể loại của nó, cốt truyện của các liên minh chuyển dịch trở nên hấp dẫn hơn khi nó tiến triển." [3]
- Los Angeles Times đã viết rằng "nhà biên kịch kiêm đạo diễn Park Hoon-jung kể câu chuyện xoay quanh cuộc chiến giữa các giai đoạn trong một tổ chức tội phạm doanh nghiệp Hàn Quốc với sự kiên nhẫn, thanh lịch và không ít đổ máu."
- Salon nói rằng "phần thưởng đến từ một cốt truyện hài lòng, các nhân vật đặc biệt và một loạt các chương trình đáng nhớ, và Park xử lý tốt cả ba yêu cầu này" và "không ai trong các bộ phim Mỹ đã thực hiện một vở kịch tội phạm hay như thế này trong nhiều năm qua."
- Film Business Asia ca ngợi đây là "bộ phim xã hội đen Hàn Quốc được chơi hay nhất và hấp dẫn nhất kể từ sau A Dirty Carnival của Yoo Ha,  không chỉ giới thiệu ba diễn viên xuất sắc nhất của Hàn Quốc ở đầu trò chơi của họ mà còn quản lý để duy trì thời lượng chạy 2 tiếng rưỡi của nó dựa trên chính kịch nhân vật hơn là hành động hoặc bạo lực.

### Tiêu cực
Bộ phim cũng nhận được nhiều đánh giá tiêu cực.
- David Noh từ Film Journal viết "Không có gì sai khi làm lại những bộ phim như "Xã hội đen" và "Vô gian đạo" hay "Điệp vụ Boston" đã giúp Martin Scorsese giành giải Oscar. Đáng buồn thay, Park không mang lại điều gì mới cho thể loại này, ngoài rất nhiều nhiều bức ảnh chụp cần cẩu hơn và quá nhiều cái nhăn mặt nghiêm khắc."
- Linda Barnard từ Thestar.com cho nó 2 sao trên 4, viết "Bộ phim xã hội đen Hàn Quốc "New World" cố gắng mở rộng thể loại với những cái gật đầu với "The Godfather" nhưng không thể thoát khỏi diễn xuất quá đỉnh, bạo lực tràn lan và câu chuyện quá trớn điển hình của những bộ phim tội phạm do Seoul sản xuất."
- Tạp chí Slant cũng cho nó một đánh giá tiêu cực, nói rằng "Được ban tặng với một chút mới lạ, Thế giới mới của Park Hoon-jung sử dụng động lực sức mạnh của kẻ tốt / kẻ xấu trong bộ phim về cảnh sát xã hội đen điển hình và coi đó là nguồn chính của âm mưu của câu chuyện. Nhưng cuộc chiến tranh băng đảng "mole-imbedded" ở trung tâm của bộ phim này diễn ra ít giống như một vòng hữu cơ giữa cảnh sát và tội phạm hơn là âm mưu phức tạp của một nhân vật hoạt động như một Đấng sáng tạo tàn bạo và tàn phá cuộc sống của anh ta."

## Giải thưởng và đề cử
| Năm  | Giải thưởng                                   | Hạng mục                                     | Đề cử cho                | Kết quả   | Tham khảo |
| ---- | --------------------------------------------- | -------------------------------------------- | ------------------------ | --------- | --------- |
| 2013 | Liên hoan phim kinh dị quốc tế Beaune         | Giải thưởng của Ban giám khảo (Hạng nhì)     | Thế giới mới             | Đoạt giải |           |
| 2013 | Giải thưởng nghệ thuật Baeksang lần thứ 49    | Nam diễn viên chính xuất sắc nhất            | Hwang Jung-min           | Đề cử     | [ 4 ]     |
| 2013 | Giải thưởng nghệ thuật Baeksang lần thứ 49    | Nam diễn viên phụ xuất sắc nhất              | Park Sung-woong          | Đề cử     | [ 4 ]     |
| 2013 | Giải thưởng nghệ thuật Baeksang lần thứ 49    | Nữ diễn viên nổi tiếng nhất                  | Song Ji-hyo              | Đề cử     | [ 4 ]     |
| 2013 | Giải thưởng nghệ thuật Baeksang lần thứ 49    | Nam diễn viên được yêu thích nhất            | Park Sung-woong          | Đề cử     | [ 4 ]     |
| 2013 | Giải thưởng nghệ thuật Baeksang lần thứ 49    | Giám đốc mới xuất sắc nhất                   | Park Hoon-jung           | Đề cử     | [ 4 ]     |
| 2013 | Giải thưởng nghệ thuật Baeksang lần thứ 49    | Kịch bản hay nhất                            | Park Hoon-jung           | Đề cử     | [ 4 ]     |
| 2013 | Giải thưởng phim Buil lần thứ 22              | Nam diễn viên chính xuất sắc nhất            | Hwang Jung-min           | Đoạt giải |           |
| 2013 | Giải thưởng phim Buil lần thứ 22              | Nam diễn viên phụ xuất sắc nhất              | Park Sung-woong          | Đề cử     |           |
| 2013 | Giải thưởng phim Buil lần thứ 22              | Giám đốc mới xuất sắc nhất                   | Park Hoon-jung           | Đề cử     |           |
| 2013 | Giải thưởng Grand Bell lần thứ 50             | Đạo diễn xuất sắc nhất                       | Park Hoon-jung           | Đề cử     |           |
| 2013 | Giải thưởng Grand Bell lần thứ 50             | Nam diễn viên chính xuất sắc nhất            | Hwang Jung-min           | Đề cử     |           |
| 2013 | Giải thưởng Grand Bell lần thứ 50             | Nam diễn viên phụ xuất sắc nhất              | Park Sung-woong          | Đề cử     |           |
| 2013 | Giải thưởng Grand Bell lần thứ 50             | Kịch bản hay nhất                            | Park Hoon-jung           | Đề cử     |           |
| 2013 | Giải thưởng Grand Bell lần thứ 50             | Ánh sáng tốt nhất                            | Bae Il-hyuk              | Đoạt giải |           |
| 2013 | Giải thưởng Grand Bell lần thứ 50             | Âm nhạc tốt nhất                             | Jo Yeong-wook            | Đoạt giải |           |
| 2013 | Giải thưởng Grand Bell lần thứ 50             | Chỉ đạo nghệ thuật tốt nhất                  | Cho Hwa-sung             | Đề cử     |           |
| 2013 | Giải thưởng điện ảnh Rồng Xanh lần thứ 34     | Bộ phim hay nhất                             | Thế giới mới             | Đề cử     |           |
| 2013 | Giải thưởng điện ảnh Rồng Xanh lần thứ 34     | Đạo diễn xuất sắc nhất                       | Park Hoon-jung           | Đề cử     |           |
| 2013 | Giải thưởng điện ảnh Rồng Xanh lần thứ 34     | Nam diễn viên chính xuất sắc nhất            | Hwang Jung-min           | Đoạt giải |           |
| 2013 | Giải thưởng điện ảnh Rồng Xanh lần thứ 34     | Nam diễn viên phụ xuất sắc nhất              | Park Sung-woong          | Đề cử     |           |
| 2013 | Giải thưởng điện ảnh Rồng Xanh lần thứ 34     | Quay phim tốt nhất                           | Chung Chung-hoon, Yu Eok | Đề cử     |           |
| 2013 | Giải thưởng điện ảnh Rồng Xanh lần thứ 34     | Ánh sáng tốt nhất                            | Bae Il-hyuk              | Đề cử     |           |
| 2013 | Giải thưởng điện ảnh Rồng Xanh lần thứ 34     | Chỉ đạo nghệ thuật tốt nhất                  | Cho Hwa-sung             | Đề cử     |           |
| 2013 | Liên hoan phim lần thứ 46                     | Phim truyện hay nhất (Giải tiêu điểm Châu Á) | Thế giới mới             | Đoạt giải |           |
| 2014 | Giải thưởng Điện ảnh Max lần thứ 9            | Nam diễn viên chính xuất sắc nhất            | Hwang Jung-min           | Đề cử     |           |
| 2014 | Giải thưởng nghệ thuật phim Chunsa lần thứ 19 | Nam diễn viên chính xuất sắc nhất            | Hwang Jung-min           | Đề cử     |           |